# Прокопье
Прокопье — село в Белохолуницком районе Кировской области, административный центр Прокопьевского сельского поселения.

## География
Находится на расстоянии примерно 15 километров по прямой на запад-северо-запад от районного центра города Белая Холуница.

## История
Основано в 1606 году как погост с деревянной церковью во имя Прокопия Устюжского, который был срублен здесь в 1608 году. Когда в 1666 году первая церковь сгорела, вместо нее построили новую деревянную Вознесенскую церковь с Прокопьевским приделом. В 1678 здесь было учтено 17 дворов. В 1720 году отмечено 12 жителей мужского пола, в 1873 году дворов 8 и жителей 37, в 1905 6 и 31 соответственно, в 1926 6 и 59. В 1950 23 двора и 102 жителя, в 1989 году 351 постоянный житель.

## Население
Постоянное население  составляло 299 человек (русские 94%) в 2002 году, 191 в 2010.